# Svenska Ridsportförbundet
Svenska Ridsportförbundet (tidigare Svenska Ridsportens Centralförbund) är ett svenskt specialidrottsförbund för ridsport. Förbundet bildades 1912 och valdes in i Riksidrottsförbundet 1962. Förbundets kansli ligger i Strömsholm. Ordförande är Sandra Ruuda.

## Historia
Dagens Svenska Ridsportförbundet har rötter tillbaka i Svenska Ridsportens Centralförbund. Den bildades 1912, ursprungligen med funktion som en kommitté i samband med olympiska spelen 1912. Vid den tiden var hästen vanligt förekommande i jordbruket, och 1920 fanns i Sverige cirka 700 000 hästar. Tillsammans med sju andra nationella ridsportförbund från Belgien, Danmark, Frankrike, Italien, Japan, Norge och USA bildade man 1921 det internationella ridsportförbundet Fédération Équestre Internationale.
1942 bildades Svenska Lantliga Ryttarföreningars Centralförbund (SLRC), av folk som var oroliga för hästbeståndets utveckling efter militärens minskande behov av hästkrafter. Sex år senare bildades Ridfrämjandet, med mål att förbättra folkhälsan och att göra ridsport till en folksport.
1954 startades Svenska Ponnyföreningen (SPF). På den tiden var ponnyer relativt ovanliga i både tävlingssammanhang och på ridskolor. Föreningens förste ordförande var Bengt Forsman som kom att sitta kvar på den posten i 34 år. 1959 anordnas det första ponny-SM på Skansen. den första internationella ponnytävlingen anordnas 1971 i Nederländerna och 1972 hålls det första Ponny-EM i Landskrona. 1975 delas SPF upp i tre organisationer. SPF för sport, Svenska ponnyavelsförbundet och Svenska ponnytravföreningen.
På 1960- och 1970-talet försvann hästarna från den svenska armén; 1968 lades arméns ridskola på Strömsholm ner. Under 1970-talet blev stora skaror av tonåriga flickor den mest växande ryttarkategorin.
1993 skapades Svenska Ridsportförbundet, genom en sammanslagning av Svenska Ridsportens Centralförbund, Svenska Lantliga Ryttarföreningars Centralförbund, Ridfrämjandet och Svenska Ponnyföreningen. Den förste ordförande för det sammanslagna förbundet blev Pehr G. Gyllenhammar.

## Organisation
Förbundet är organiserat i 19 ridsportdistrikt från norr till söder. 2013 hade förbundet 905 stycken medlemsföreningar och 150 000 medlemmar.

## Grenar
Förbundet reglerar nio sporter:
- Fälttävlan (olympisk gren)
- Banhoppning (olympisk gren)
- Dressyr (olympisk gren)
- Distansritt
- Körning
- Voltige
- Working equitation
- Gymkhana
- Paradressyr (paralympisk gren)

## Tävlingar och mästerskap
- Svenska mästerskapen i banhoppning
- Svenska mästerskapen i fälttävlan
- Svenska mästerskapen i dressyr

- Ridsportallsvenskan
- Ponnyallsvenskan
- Swedish Eventing Tour

## Ordförandehistorik (påbörjad)
- 1961–1971 Stig Berggren
- 1986–1995 Pehr G. Gyllenhammar[5]
- -2001 Gunnar Hofring[6]
- 2001–2007 Sven Tolling[7]
- 2007–2011 Bo Helander[8]
- 2011–2015 – Anders Mellberg[9]
- 2015–2023 – Ulf Brömster[10]
- 2023-nu - Sandra Ruuda[11]